# Marco Lucchinelli
Marco Lucchinelli, né le 26 juin 1954 à Bolano en Italie, est un pilote vitesse moto italien.
En 1981, il gagne le championnat du monde FIM catégorie 500 cm3.

## Biographie
Il commence sa carrière de pilote en 1975 sur une Laverda dans des courses d'endurance. Son pilotage impressionne l'usine Yamaha, qui le parraine ensuite dans le championnat national italien ainsi que sur une course dans la saison 1975 au Grand Prix des Nations dans la catégorie 350 cm3.
En 1976, il pilote une Suzuki dans le Championnat du Monde 500 cm3 et finit quatrième du championnat avec 2 secondes places, une troisième et une quatrième place. Il y gagne le surnom de Crazy Horse pour son style de conduite sauvage qui attire de nombreux fans (et qui lui vaut aussi de nombreuses chutes). 
Dans la saison 1977, il est relégué à la 11e place dans le Championnat du Monde 500 cm3 sur une Yamaha.
Lucchinelli retourne à Suzuki pour la saison 1978 et 1980. Il remporte son premier Grand Prix 500 cm3 au Grand Prix d'Allemagne au Nürburgring. Il termine la saison en troisième place derrière Kenny Roberts et Randy Mamola.
Lucchinelli connait sa meilleure année en 1981. Il commence l'année en battant Kenny Roberts sur le prestigieux Imola 200 pour une course hors-championnat en Italie. Il a ensuite remporté 5 victoires en Grand Prix au guidon d'une Suzuki Roberto Gallina en luttant contre Randy Mamola pour la dernière course de la saison avant de remporter le Championnat du Monde 500 cm3.
Pour la saison 1982, Lucchinelli accepte un engagement de  Honda pour courir sur leur nouvelle trois cylindres NS500 aux côtés de Freddie Spencer et Takazumi Katayama. Il effectue alors une saison terne au cours de laquelle c'est Franco Uncini qui gagne le championnat sur une Suzuki  Roberto Gallina (écurie pour laquelle Lucchinelli avait remporté le titre l'année précédente).
Après une autre saison terne avec Honda en 1983, il rejoint l'équipe Cagiva pour la saison 1984 et 1985 avant de prendre sa retraite des courses de Grand Prix, avec 6 victoires en Grand Prix.
Il s'essaie en course automobile dans la manche italienne de Formule 3000 pendant la saison 1986  au volant d'une Lola-Ford.
Lucchinelli court sur une Ducati 851 et obtient une victoire populaire au 1987 à Daytona.
En 1988, il rejoint  Ducati dans le Championnat du monde Superbike où il remporte deux courses au cours de l'année avant de devenir team manager chez Ducati
Le 6 décembre 1991, il est arrêté pour possession de drogue. Il passe quelque temps en prison, au cours duquel il combat avec succès son addiction à la drogue.
Après sa retraite, Lucchinelli devient commentateur de télévision pour la chaîne Eurosport couvrant  les épreuves de moto de course.
Il roule régulièrement en démonstration sur les meetings de motos anciennes.

## Résultats au Championnat du monde de vitesse moto
(Les courses en Gras indique les pole positions ; les courses en italiques indique les records au tour)
| Saison | Catégorie | Équipe | 1      | 2      | 3      | 4      | 5      | 6      | 7      | 8       | 9      | 10     | 11     | 12     | 13    | Points | Classement | Victoires |
| ------ | --------- | ------ | ------ | ------ | ------ | ------ | ------ | ------ | ------ | ------- | ------ | ------ | ------ | ------ | ----- | ------ | ---------- | --------- |
| 1975   | 350 cm3   | Yamaha | FRA -  | ESP -  | AUT -  | GER -  | NAT 7  | IOM -  | NED -  | FIN -   | CZE -  | YUG -  |        |        |       | 4      | 32e        | 0         |
| 1976   | 500 cm3   | Suzuki | FRA 3  | AUT 2  | NAT -  | IOM -  | NED -  | BEL -  | SWE 15 | FIN 5   | CZE -  | GER 2  |        |        |       | 40     | 4e         | 0         |
| 1977   | 500 cm3   | Yamaha | VEN 7  | AUT -  | GER 7  | NAT -  | FRA -  | NED 6  | BEL -  | SWE -   | FIN 2  | CZE -  | GBR -  |        |       | 25     | 11e        | 0         |
| 1978   | 350 cm3   | Yamaha | VEN -  |        | AUT -  | FRA -  | NAT 6  | NED -  |        | SWE -   | FIN -  | GBR -  | GER -  | CZE -  | YUG - | 5      | 18e        | 0         |
| 1978   | 500 cm3   | Suzuki | VEN -  | ESP -  | AUT 4  | FRA -  | NAT 3  | NED -  | BEL 7  | SWE -   | FIN -  | GBR 4  | GER NC |        |       | 30     | 9e         | 0         |
| 1979   | 500 cm3   | Suzuki | VEN -  | AUT 9  | GER NC | NAT NC | ESP 10 | YUG NC | NED NC | BEL DNS | SWE 7  | FIN 9  | GBR 9  | FRA NC |       | 11     | 18e        | 0         |
| 1980   | 500 cm3   | Suzuki | NAT NC | ESP 2  | FRA 3  | NED NC | BEL 2  | FIN NC | GBR 3  | GER 1   |        |        |        |        |       | 59     | 3e         | 1         |
| 1981   | 500 cm3   | Suzuki | AUT NC | GER 3  | NAT 5  | FRA 1  | YUG 2  | NED 1  | BEL 1  | RSM 1   | GBR 19 | FIN 1  | SWE 9  |        |       | 105    | 1er        | 5         |
| 1982   | 500 cm3   | Honda  | ARG 5  | AUT NC | FRA -  | ESP 5  | NAT 5  | NED -  | BEL 6  | YUG 8   | GBR -  | SWE 5  | RSM 6  | GER 5  |       | 43     | 8e         | 0         |
| 1983   | 500 cm3   | Honda  | RSA 9  | FRA 2  | NAT 10 | GER 3  | ESP NC | AUT 7  | YUG 9  | NED NC  | BEL 7  | GBR NC | SWE 6  | RSM 4  |       | 48     | 7e         | 0         |
| 1984   | 500 cm3   | Cagiva | RSA NC | NAT NC | ESP NC | AUT NC | GER -  | FRA -  | YUG -  | NED NC  | BEL -  | GBR -  | SWE -  | RSM -  |       | 0      | -          | 0         |
| 1985   | 500 cm3   | Cagiva | RSA -  | ESP -  | GER -  | NAT -  | AUT -  | YUG NC | NED NC | BEL NC  | FRA -  | GBR -  | SWE -  | RSM NC |       | 0      | -          | 0         |
| 1986   | 500 cm3   | Cagiva | ESP -  | NAT NC | GER -  | AUT -  | YUG -  | NED -  | BEL -  | FRA -   | GBR -  | SWE -  | RSM -  |        |       | 0      | -          | 0         |